# Ed Rendell
Edward Gene Rendell, também conhecido por Ed Rendell (Nova Iorque, 5 de janeiro de 1944), é um advogado, autor e político dos Estados Unidos e membro do Partido Democrata. Foi eleito governador da Pensilvânia em 2002, e seu mandato começou em 21 de janeiro de 2003, tendo decorrido até janeiro de 2011. Atualmente ocupa a cadeira de campanha eleitoral da Associação dos Governadores Democratas, e já serviu como presidente do Comitê Nacional Democrata durante as eleições presidenciais de 2000.